# Les Nuits fauves (roman)
Les Nuits fauves est un roman autobiographique de Cyril Collard publié en 1989.
Il a été adapté par son auteur au cinéma en 1992, sous le même titre : Les Nuits fauves.

## Résumé
Seconde moitié des années 1980. « Il » a 30 ans ; il ne sera pas dénommé dans le roman et pourrait représenter Cyril Collard lui-même. Il aime des garçons (Samy, Jamel).
Séropositif, il n'indique pas à Laura (17 ans) la première fois qu'ils font l'amour, être atteint du sida. Il est possible que, ce faisant, il la contamine et soit l’auteur du futur décès de la jeune fille.